# Aleksandra Artioukhina
Aleksandra Vassilevna Artioukhina (russe :  Александра Васильевна Артюхина), née le 25 octobre 1889 (6 novembre dans le calendrier grégorien) à Vychni Volotchek et morte le 7 avril 1969 à Moscou, est une révolutionnaire, féministe, syndicaliste et femme politique russe et bolchevique à partir de 1910.

## Biographie
Aleksandra Artioukhina est née le 25 octobre 1889 (6 novembre dans le calendrier grégorien) dans la ville de Vychni Volotchek, actuellement dans l'oblast de Tver, dans une famille d'ouvriers tisserands. Elle fait trois ans d'école primaire, et travaille à 12 ans à la fabrique de tissus de Vychni Volotchek. Sa mère est interdite d'emploi à la suite de sa participation à une grève en 1903, et la famille déménage à Petersbourg. Aleksandra y travaille comme ouvrière dans différents établissements textiles, puis à l'usine de construction de machines Aïvaz ((ru) Айваз).
Après la révolution de 1905, l'année de ses 16 ans, elle entre dans les rangs révolutionnaires, est proche des bolcheviks, et milite dans les syndicats du textile et des métaux de Pétersbourg. Elle rejoint le parti ouvrier social-démocrate de Russie (POSDR) en 1910. De 1912 à 1914 elle est choisie comme dirigeante de l'union professionnelle des métaux, et ses billets sont publiés dans la Pravda, sous le pseudonyme de « Choura la métallurgiste » ((ru) Шура-металлистка). Elle devient une des organisatrices du mouvement ouvrier féminin,.
En 1912, elle retourne à Vychni Volotchek, où elle participe à la reconstitution du groupe local du POSDR. En mars 1914, la veille de la Journée internationale des femmes, elle est arrêtée par la police, et ensuite exilée. Après la révolution de Février, elle revient d'exil. Elle prend part à l'établissement du pouvoir soviétique dans sa région d'origine. De 1917 à 1920, elle est membre du comité du PCR(b) de Vychni Volotchek, commissaire pour le travail de l'ouiezd et dirigeante du département des femmes du comité régional du parti à Tver. Elle participe à la conférence des travailleuses et des paysannes de novembre 1918, qui débouchera sur la création du département du travail parmi les femmes, le Jenotdel. En 1923 et en 1924, elle est présidente du comité d'usine du combinat La Prolétaire,.
En 1924, elle rejoint le siège du comité central du Parti communiste comme responsable adjointe du Jenotdel. Elle le dirige ensuite de 1926 à 1929, jusqu'à sa suppression par le pouvoir soviétique. Elle est également rédactrice, de 1924 à 1931 à la revue La Travailleuse . Elle est déléguée au XIVe et au XVe congrès du PCR(b), suppléante au comité central en 1924 et 1925 et membre de ce comité de 1925 à 1930. Elle est également membre de l'orgburo de 1926 à 1930 et suppléante au secrétariat du comité central.
Sans être victime des purges staliniennes, elle est écartée du pouvoir après la suppression du Jenotdel, et n'occupe plus que des postes de moindre importance. Elle sera réhabilitée après la mort de Staline[réf. nécessaire]. De 1930 à 1934, elle est membre de la Commission centrale de contrôle du PCUS (ru). À partir de 1934, elle s'occupe de questions syndicales et économiques. Elle est de 1934 à 1938 présidente du comité central de l'union professionnelle de l'industrie du coton et de 1938 à 1951 directrice de plusieurs usines textiles à Moscou.
En 1951, elle prend sa retraite pour des raisons personnelles. Elle vit à Moscou. Jusque dans les derniers jours de sa vie, elle a une activité politique et sociale soutenue.
Elle meurt le 7 avril 1969. Elle est enterrée au cimetière de Novodevitchi, avec sa fille Artioukhina Nadejda Mikaïlovna (1925−1987).

## Féminisme
Dans son parcours révolutionnaire et politique, Aleksandra Artioukhina a été continument engagée auprès des femmes. Ce féminisme est d'abord celui de la lutte et de la subversion : elle décrit ainsi son incarcération, après son arrestation en 1914 alors qu'elle allait prononcer un discours pour la Journée internationale des femmes :

«  Nous avons été mises dans la nouvelle prison pour femmes... Les conditions dans la prison étaient impossibles à supporter : pas assez d'air et de lumière, les fenêtres fermées hermétiquement, de l'eau seulement deux fois par jour... Les visites de la famille interdites, la promenade supprimée. Nous étions toutes isolées. Nous avons commencé à lutter pour améliorer nos conditions d'emprisonnement, en faisant de l'obstruction : nous frappions toutes sur les portes en fer, avec ce que nous avions, des quarts, des casseroles, des chaussures sur les portes en fer. Et quand vint le 8 mars, nous avons commencé à chanter des chants révolutionnaires. L'administration de la prison ne cédait toujours pas. Alors nous avons fait la grève de la faim. Le quatrième jour, ils ont ouvert les vasistas, donné de l'eau, autorisé les promenades et le courrier. Quand nous nous sommes un peu remises de la grève de la faim, ils nous ont mis au cachot, au pain, à l'eau et au froid. C'est ainsi que nous avons fêté le jour international des femmes en 1914. »

« L'action parmi les femmes » et l'amélioration de leur situation sont pour elle directement liées à l'action révolutionnaire, à la construction de l'Union soviétique et de la société sans classe, selon la tradition du féminisme socialiste. Elle n'a pas le féminisme offensif d'une Alexandra Kollontaï, mais promeut les formes d'action et la mobilisation collective des femmes, et attache une grande importance aux réunions et conférences de femmes, telles qu'organisées par le Jenotdel, qu'elle appelait « l'école du communisme ». Elle défend également une image de la femme socialement et politiquement active, mais également impliquée dans ses responsabilités familiales. Elle a aussi défendu, y compris de façon critique, l'accès des femmes aux postes de responsabilité au sein du PCU(b) et pris des positions également critiques sur la réalité de la situation des femmes en URSS dans les années 1920.
Elle savait toutefois porter le discours officiel du Parti communiste sur la femme, comme le montre ce passage de ses mémoires, cité par Carmen Scheide :

« Ce n'est pas Dieu, mais le Pouvoir soviétique, notre parti, qui a transformé le destin des femmes en Russie. Les femmes dans l'Union soviétique sont les plus libres, les plus égales, et les mieux traitées au monde. Et aujourd'hui, avec l'avènement du communisme, l'engagement et la participation des femmes continue de croître. L'appel qu'a fait Lénine aux femmes pour qu'elles jouent un rôle actif dans le gouvernement de l'Etat a été entendu. »

## Postérité
- Des rues portent son nom à Vychni Volotchek, à Tver, et Moscou ;
- Un des premiers bateaux de la série Garde de Lénine, mis à l'eau en 1972, s'appelle également Aleksandra Artioukhina.

## Distinctions
- Par arrêté du président du soviet suprême de l'Union soviétique du 7 mars 1960, pris pour la célébration du cinquantenaire de la Journée internationale des femmes, le titre de Héros du soviétique du travail, avec remise de l'Ordre de Lénine, et la médaille d'or de la faucille et du marteau sont attribués à Aleksandra Artioukhina pour le travail exemplaire qu'elle a accompli, notamment dans ses activités sociales ;
- Ordre de Lénine[1] (1933 ; 1959 ; 1960)
- Ordre de l'Insigne d'honneur (1944 ; 1957)
- Médaille « Pour la valeur du travail » (ru) (1964)

#### Anglais
- (en) « Artyukhina, Aleksandra (1889–1969) », Dictionary of Women Worldwide: 25,000 Women Through the Ages, sur www.encyclopedia.com, 2006 (consulté le 1er septembre 2017)
- (en) Carmen Scheide, ‘Born in October’: the Life and Thought of Aleksandra Vasil’evna Artyukhina, 1889–1969, Palgrave Macmillan, 2001, 272 p. (ISBN 9780230523425, lire en ligne), dans  "Women in the Stalin Era" (Introduction : Melanie Ilič).  ;

#### Russe
- (ru) Артюхина Александра Васильевна [« Artioukhina Aleksandra Vassilevna »] (lire en ligne), Большая советская энциклопедия (Grande encyclopédie soviétique) (Lire en ligne en anglais) ;
- (ru) Артюхина [« Artioukhina »] (lire en ligne), Советская историческая энциклопедия (Encyclopédie historique soviétique) ;
- (ru) « Справочник : Артюхина Александра Васильевна » [« Aide mémoire : Artioukhina Aleksandra Vassilevan »], sur Справочник по истории Коммунистической партии и Советского Союза 1898 - 1991 (Aide mémoire pour l'histoire du Parti communiste et de l'Union soviétique 1898 - 1991).